# زمین‌شناسی اقتصادی

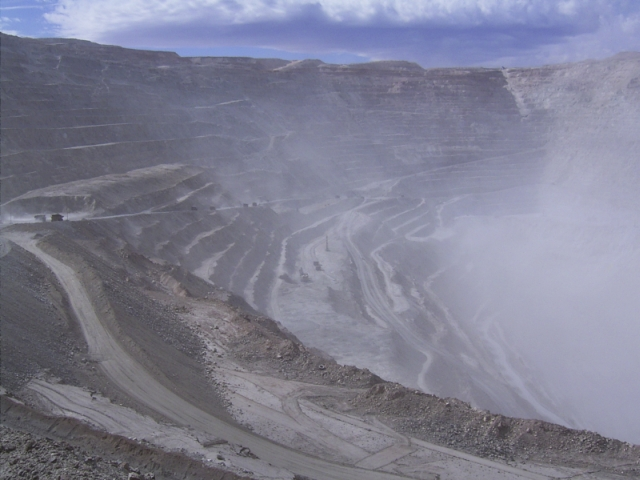
چوکیکاماتا، بزرگترین معدن مس در جهان.

زمین‌شناسی اقتصادی شاخه‌ای از علم زمین‌شناسی است که پیرامون شرایط تشکیل مواد معدنی، ژئوشیمی، مورفولوژی و ریخت‌شناسی آنها، بافت و ساخت آنها، عوامل کنترل‌کننده پراکندگی مواد معدنی، توجیه فنی و اقتصادی آنها و بالاخره تقسیم‌بندی ژنتیکی مواد معدنی بحث می‌کند. در رسیدن به اهداف فوق، روشهای مختلف زمین شناسی، تکتونیک و ساختاری، حفاری، تجزیه مواد معدنی، روشهای ژئوفیزیکی و ژئوشیمیایی و فرآوری مواد انجام می‌گیرد. همچنین در انجام پروژه‌های مختلف اکتشافی باید به مسائل ایمنی و زیست‌محیطی نیز دقت لازم را مبذول داشت.
زمین‌شناسی اقتصادی مطالعهٔ بخشی از مواد سازندهٔ زمین را شامل می‌شود که می‌توانند برای مقاصد اقتصادی و/یا صنعتی به‌کار روند. این مواد شامل عناصر پایه و قیمتی و کم یاب، کانی‌های غیرفلزی، سنگ‌های ساختمانی، گوهرسنگ ها، نفت، زغال و آب می‌شوند که معمولاً به آنها ذخیره یا نهشته می‌گویند. ابزارها و روش‌هایی که در دیگر گرایش‌های زمین‌شناسی (مانند ژئوشیمی، کانی‌شناسی، ژئوفیزیک، پترولوژی (سنگ‌شناسی) و زمین‌شناسی ساختمانی) استفاده می‌شوند، می‌توانند برای فهم، توصیف و استخراج کانسارها نیز به‌کار آیند.
لیندگرن اولین کسی  به‌شمار می‌رود که مواد معدنی را تقسیم نموده‌است. این رده‌بندی شامل سنگها، فلزات، سولفورها، نمکها و ترکیبات دیگر می‌باشد.
به‌طور کلی، کانسارهایی که تا ژرفای حدود ۲۰۰ – ۱۰۰ متری قرار دارند، با توجه به نوع کانسار و میزان ذخیره و دیگر ویژگی‌های معدنی به روش روباز و کانسارهای موجود در ژرفای بیشتر، با روش‌های زیرزمینی استخراج می‌شود.
کانسارهایی که در آنها کانه و باطله مخلوط است، با استفاده از روش‌های کلی، ولی مناطق غنی از کانه، غالباً با روش‌های گزینشی استخراج می‌شود.
در روش‌های روباز به‌طور معمول فرصت استفاده از روش‌های انتخابی کمتر پیش می‌آید. به‌طور کلی، هر چه ژرفای معدن کاری بیشتر شود، هزینه‌ها و دشواری آن افزایش می‌یابد.